# Gérald Alexis
Pour les articles homonymes, voir Alexis.
Gérald Alexis est né à Haïti où, historien de l'art, il a mené une importante carrière dans le domaine de la muséologie. Il a également enseigné l'histoire de l'art et signé plusieurs articles de revues. En 2004, il quitte Haïti pour s'établir au Québec.

## Biographie
Gérald Alexis est historien de l'art. Il est l'auteur de deux ouvrages : Peintres haïtiens (2000) et Pour que vive la ligne : Tebó, une œuvre picturale (1995). Il est aussi l'auteur de plusieurs articles de revues spécialisées,, de commentaires de lecture, et de catalogues d'exposition. Il a collaboré avec des revues telles que Nuit blanche et Vie des arts.
Très jeune, Gérald Alexis a quitté Haïti pour aller étudier à Austin au Texas, ainsi qu'en Belgique. Il écrit un mémoire de maîtrise sur les artistes cubains en exile en étudiant le cas particulier de Luis Cruz Azaceta. Son champ de spécialisation est d'abord l'art latino-américain, avec un accent mis sur les Caraïbes et sur Haïti. Il expliquera à ce propos :  

« Ma spécialité est latino-américaine, avec un accent mis sur les Caraïbes, et plus particulièrement Haïti. Je n'ai pas voulu considérer l'art haïtien de manière isolée. On s'imagine toujours qu'il a évolué en vase clos, mais c'est absolument faux. Il y a des influences diverses qui ont marqué cette peinture. C'est un art en perpétuelle évolution. Après les années 40, on ne s'est pas installé dans une tradition indigéniste. Il y a des genres très variés qui composent cette peinture. On produit encore des toiles avec des thèmes folkloriques ou religieux, mais il y a aussi des artistes qui traitent de sujets très actuels. On peut penser à Jean-René Jérôme, qui a beaucoup choqué en peignant la réalité crue du sida »

Il a occupé plusieurs postes notables. Il a été commissaire des expositions au Musée du panthéon national d'Haïti de 1983 à 1991, directeur-conservateur du Musée d'art haïtien de 1992 à 1998. Il également été conseiller artistique à la Galerie Nader de Pétion-ville de 1999 à 2003.
En 1986, il organise, au Musée national de Port-au-Prince, une exposition sur le thème du christianisme dans l'art haïtien contemporain. « Dès ses premières démarches, il constate que les artistes avaient une préférence marquée pour deux thèmes : celui du Paradis terrestre et celui de la Crucifixion ». Des années plus tard, lorsqu'il fera une résidence d'écriture à l'Institut canadien de Québec, il continuera ses recherches en comparant les symboles religieux de l'art haïtien et ceux provenant de l'art québécois.
Il montera plusieurs expositions un peu partout sur la planète, de l'Amérique latine à la Finlande en passant par le Grand-Palais à Paris, tout en faisant partie de l'équipe de conservation de la collection américaine.
En 2004, il quitte Haïti pour s'établir dans la ville de Québec où il collaborera « à titre de conseiller en arts et patrimoine à la mise en valeur du lieu historique national du Canada du chantier maritime A.C. Davie et de l'internationale de miniature de Saint-Nicolas, à Lévis. »
Il présentera, dans le cadre de l'exposition « Voodoo » au Musée canadien de l'histoire, une conférence sur le vaudouisme dans laquelle il tentera d'expliquer en quoi cette spiritualité peut influencer les arts visuels des artistes haïtiens.
Il est membre de l'Association internationale des critiques d'art.

## Publications
- Cuban artists in exile : the case study of Luis Cruz Azaceta, mémoire de maîtrise, Université du Texas à Austin, Département d'histoire de l'art, 1991, 95 f.
- Peintres Haitiens, Paris, Le Cercle d'Art, 2000, 303 p.[6]
- Pour que vive la ligne : Tebó, une œuvre picturale, Port-au-Prince, Éditions Henri Deschamps, coll. « Galerie Marassa », 1995, 119 p.
- Artistes haïtiens, Paris, Éditions du Cercle d'art, 2007, 64 p.